# Vászoly
Vászoly község Veszprém vármegyében, a Balatonfüredi járásban. A település eredetileg Szent István magyar király korától az 1945-ös megyerendezésig Zala vármegyéhez tartozott.

## Fekvése
Az apró, Balaton-felvidéki falu a Balaton-felvidéki Nemzeti Park területén, egy völgyben fekszik, amely völgy szerkezetileg a Dörgicsei-medencéhez tartozik.
Távolsága Balatonfüredtől 15, Aszófőtől 10 kilométer; közúton legegyszerűbben a Balatonakali-Dörgicse-Pécsely-Balatonszőlős között húzódó 7338-as úton érhető el, ahol Dörgicse és Pécsely között fekszik, az út mindkét végpontjától majdnem azonos (8-9 kilométernyi) távolságra. Balatonudvarival egy keskeny, de szilárd burkolatú önkormányzati út köti össze.
Ősbükköse különösen értékes, védett. Kül- és belterületein is elsősorban szőlőműveléssel foglalkoznak, borospincéi, présházai és lakóépületei között sok a műemlék.
A település neve valószínűleg Vazul Árpád-házi herceg nevéből származik, akinek ezen a vidéken lehettek birtokai.

## Története
Vászoly helyén kő- és bronzkori ásatási leletek szerint már ősidőktől éltek emberek. Római kori lakóházak, sírok és pénzérmék nyomai szerint a 4. századig biztosan lakták a völgyet. Az Árpád-korban is lakott volt, erre utal az itt található templomrom.
Első írásos említése 1082-ből ismert, ekkor egy oklevél a veszprémi főegyházmegye birtokai felsorolásakor említette. 1230-ban egy oklevélben a falu templomáról írtak, amely ma már csak romjaiban látható. Szintén oklevelekből tudhatjuk, hogy az itt élők szőlőműveléssel foglalkoztak. A török időkben, akárcsak a környék más települései, Vászoly is elnéptelenedett. Csak 1689-ben telepítették újra a falut és környékét. Új telepesei, akik mind környékbeli magyarok voltak, ismét szőlőműveléssel foglalkoztak.
1711-től volt a falunak helyben lakó tanítója. Az 1800-as évek elejére a népesség meghaladta a 700 főt.
A két világháború az itteni lakosok közül is áldozatokat szedett. A 20. század végére pedig a falu elnéptelenedésnek indult.

## Közélete

### Polgármesterei
- 1990–1994: Béresi Zsolt (független)[4]
- 1994–1998: Béresi Zsolt (független)[5]
- 1998–2002: Szőnyeg József (független)[6]
- 2002–2006: Szőnyeg József (független)[7]
- 2006–2010: Szőnyeg József (független)[8]
- 2010–2014: Rózsahegyi Tibor László (független)[9]
- 2014–2019: Rózsahegyi Tibor László (független)[10]
- 2019–2024: Rózsahegyi Tibor (független)[11]
- 2024– : Rózsahegyi Tibor (független)[1]

## Népesség
A település népességének változása:
| Lakosok száma | 247  | 247  | 235  | 267  | 269  | 283  | 280  |
|               | 2013 | 2014 | 2015 | 2021 | 2022 | 2023 | 2024 |

A 2011-es népszámlálás során a lakosok 92,4%-a magyarnak, 1,7% németnek mondta magát (6,4% nem nyilatkozott; a kettős identitások miatt a végösszeg nagyobb lehet 100%-nál). A vallási megoszlás a következő volt: római katolikus 69,5%, református 8,9%, evangélikus 1,3%, felekezeten kívüli 8,5% (11% nem nyilatkozott).
2022-ben a lakosság 87,4%-a vallotta magát magyarnak, 3,3% németnek, 0,4% görögnek, 3,7% egyéb, nem hazai nemzetiségűnek (10,4% nem nyilatkozott; a kettős identitások miatt a végösszeg nagyobb lehet 100%-nál). Vallásuk szerint 46,5% volt római katolikus, 4,8% református, 1,9% evangélikus, 0,4% izraelita, 0,7% egyéb keresztény, 0,4% egyéb katolikus, 10% felekezeten kívüli (34,9% nem válaszolt).

## Látnivalók
- Az Árpád-kori templom romjai a temető mellett találhatók.
- Római katolikus templom (1803, klasszicista stílusú)
- Vászolyi Galéria: képzőművészeti tárlatok
- Szent Jakab-forrás, tó, vízi színpad
- Vászolyi Nyár rendezvénysorozat

## Testvérfalu
- Rieumajou

## Külső hivatkozások
- Vászoly Önkormányzatának hivatalos honlapja
- Európai borutak portál[halott link]
- Vászoly térképe Archiválva 2006. május 11-i dátummal a Wayback Machine-ben
- Vászoly az iranymagyarorszag.hu oldalán